# 兰州北站
兰州北站位于兰州市安宁区沙井驿街道，是兰州北环线车站。车站为兰州局集团直属的路网型特等编组站，办理列车到达、解体、编组出发、直通技术作业和兰州铁路枢纽衔接各方向的技术直达、直通、区段、摘挂及枢纽小运转列车的解编作业，不办理客货运业务。

## 概要
为缓解黄河南岸既有兰州铁路枢纽运力有限、既有兰州西编组站扩建困难的状况，2005年发布的《兰州枢纽编组站规划设计研究》计划在黄河北岸新建货车北环线，并在沙井驿新建编组站取代既有的编组站。
编组站和北环线工程于2009年8月开工，2012年11月19日竣工、12月18日开始试运行、12月21日投入运营，定名兰州北站；同时位于兰州西站附近的兰州北货站更名柳家营站:162。
2018年年底，中车兰州机车有限公司计划将厂房搬迁至沙井驿，同时新建通往兰州北站上行到达场的专用线。
兰州北站的开通缓解了西北地区运能紧张的现状，并为亚欧陆桥运输增能提供了有效保障。

## 车站结构
兰州北站东西长6.5千米、南北宽600米，占地约5100亩。车站为双向混合式三级七场设计，上行连接宝鸡、重庆、包头三个方向，下行连接乌鲁木齐、西宁两个方向。
兰州北站分上、下行两个系统，每个系统均设有分别设到达场、调车场、出发场，同时车站设有配套的机务段和车辆段等设施。